# Фріц Гайдер
Фріц Гайдер (нім. Fritz Heider; 18 лютого 1896 — 2 січня 1988) — австрійський, а потім американський психолог, чиї ідеї справили великий вплив на американську соціальну психологію. Використовуючи принципи гештальтпсихології при поясненні соціальної поведінки, створив продуктивні теорії стабільності установок, зміни установок і міжособистісного сприйняття.

## Теорія атрибуції
У книзі «Психологія міжособистісних відносин» (1958) Фріц Гайдер ввів поняття «психології здорового глузду» до допомоги якої люди вдаються, пояснюючи повсякденні події. Висновок, до якого він прийшов, полягає в наступному: люди схильні приписувати поведінку оточуючих або внутрішнім причинам (наприклад, особистісній схильності), або зовнішнім (наприклад, ситуації, в яку потрапила людина). Так, учитель може сумніватися в істинних причинах поганої успішності свого учня, не знаючи, чи є вона наслідком відсутності мотивації і здібностей («диспозиційна атрибуція») або наслідком фізичних і соціальних обставин («ситуаційна атрибуція»).
Ми схильні пояснювати поведінку оточуючих або результати тих чи інших подій або внутрішніми (диспозиційними), або зовнішніми (ситуативними) причинами.